# باشاليك يانينا
باشاليك يانينا، المعروف أيضاً باسم باشاليك يوانينا أو باشاليك جانينا، كان كيانًا إداريًا شبه مستقل ضمن الدولة العثمانية، نشأ في الفترة بين 1787 و1822م تحت حكم الباشا الألباني «علي باشا يانينا». تمتاز الدولة بدرجة كبيرة من الحكم الذاتي مع استمرارية الشكل الرسمي للتابعية للسلطنة العثمانية.

## الخلفية
عُيّن علي باشا الألباني متصرفًا على يانينا في أواخر عام 1784م أو أوائل 1785م، لكنه أُقيل وعاد إلى المنصب في أواخر 1787م أو بداية 1788ظ. خلال هذه الفترة، استغل ضعف الحكومة العثمانية المركزية لتوسيع نفوذه واستقلاله الفعلي.

## النشأة والتأسيس
في عام 1787م، استولى علي باشا على مدينة يانينا وأعلن نفسه باشا عليها، لتتشكل بذلك باشاليك يانينا التي ضمت سنجقات دلفينا، تريكالا ويانينا. كما سيطر علي في نفس الفترة على دلفينا، وإن كانت تلك المناطق تخضع لخلافات بين زعماء محليين.

## التوسع الإقليمي
بين عامي 1789م و1791د، ضم علي باشا مناطق مثل كونيتسا، ليبوفا، برميت، وتيپيليني (سنجق أفلونا)، كما اشترى مدينة أرتا، فحصل بذلك على منفذ على الساحل الأيوني عبر خليج أرتا. وشملت توسعاته أيضاً حملات عسكرية ضد قبائل سولي في 1789م و1790م. كما اشتهر بتحالفه مع فرنسا ونابليون، حيث حصل على مستشارين ودعم عسكري فرنسي، قبل أن تعلن الدولة العثمانية الحرب على فرنسا عام 1798م، ليستغل علي باشا ذلك للسيطرة على حصون ساحلية فرنسية.
في أواخر العقد الأول من القرن التاسع عشر، ضم كامل منطقة أفلونا وأعاد فتح دلڤينا، كما ضم جيروكاستر في 1811م، مكونًا دولة إقليمية تمتد جنوب ألبانيا، إبيروس، تسالي، وأجزاء من مقدونيا الغربية.

## النظام الإداري والحكم
حكم علي باشا باشاليك يانينا بشكل شبه مستقل، فأدار شؤون الحكم بواسطة أبنائه ومستشاريه، فعيّن ابنه موهتار باشا على سنجق كارلي-إيلي، وابنه فلي باشا على سنجق تريكالا. كان جيشه يتكون أساسًا من متمردين ألبان سابقين، كان لهم دور محوري في استقرار حكمه.
اتسمت الإدارة باستخدام اللغة اليونانية في المعاملات الرسمية والدبلوماسية، حيث استُخدمت اليونانية في جميع المراسلات الحكومية، كما استعان علي باشا بالحروف اليونانية لكتابة الألبانية والتركية في مراسلاته الشخصية.

## الاقتصاد والتجارة
كانت يانينا مركزًا تجاريًا هامًا يشتهر بتصدير المنسوجات الفاخرة، خصوصًا الحرير المطرز والخيوط الذهبية والفضية. كما صدرت الأخشاب والصمغ النباتي (الرزن) إلى أوروبا، وخاصة إلى بريطانيا التي أصبحت الشريك التجاري الرئيسي عقب سيطرتها على جزر الأيونية عام 1809. كما صدرت الفواكه والزيوت النباتية والتبغ الألباني إلى الأسواق الأوروبية، مع تربية الخيول الألبانية وبيعها ضمن البلقان.

## التركيبة السكانية
شملت التركيبة السكانية في الباشاليك ألبانًا، أرومانيين (فلاشيون)، بلغار، يونانيين، يهودًا، رومًا (غجرًا)، صربًا وأتراكًا. وكان الأرثوذكس يشكلون الأغلبية، يليهم المسلمون السنة. حسب تقديرات القرن التاسع عشر، بلغ عدد سكان الباشاليك حوالي 1.43 مليون نسمة.

## النهاية وسقوط الباشاليك
في عام 1820، اشتدت التوترات بين علي باشا والحكومة العثمانية، خصوصًا بعد مقتل خصمه السياسي «قشوق حسين بيك» في القسطنطينية. رفض علي باشا أوامر السلطان محمود الثاني وبدأ حصارًا في قلعة يانينا، متحالفًا مع قبائل سولي. ومع اندلاع الثورة اليونانية في أواخر 1820م، أضعفت انشقاقات داخل جيشه موقفه.
في يناير 1822ظ، قُتل علي باشا بأمر السلطان، وأُعيدت منطقة الباشاليك إلى السيطرة العثمانية المباشرة كإيالة يانينا.